# Хамідов Джахангір Хакімович
Джахангір Хакімович Хамідов (20 травня 1930, місто Ташкент, тепер Узбекистан — 30 квітня 2010, місто Ташкент, Узбекистан) — радянський узбецький вчений в галузі клітинної біології, секретар ЦК КП Узбекистану. Народний депутат Узбецької РСР, депутат Олій Мажлісу Республіки Узбекистан (1990—1994). Доктор біологічних наук (1964), професор. Академік Академії наук Узбецької РСР (Узбекистану) (з 1987 року, із фізіології).

## Життєпис
Закінчив середню школу в місті Ташкенті.
У 1956 році закінчив Ташкентський державний медичний інститут, здобув спеціальність лікаря.
З 1956 року — асистент Ташкентського державного медичного інституту. Навчався в аспірантурі при кафедрі гістології 2-го Московського державного медичного інституту імені Пирогова.
Член КПРС з 1960 року.
З 1960 року — на науковій роботі: в 1960—1961 роках — науковий співробітник патологоанатомічної лабораторії; в 1961—1965 роках — старший науковий співробітник лабораторії радіаційної цитології Інституту ядерної фізики АН Узбецької РСР; у 1965—1967 роках — цитолог Інституту зоології і паразитології АН Узбецької РСР.
У 1967—1970 роках — завідувач лабораторії цитохімії та електронної мікроскопії Інституту біохімії АН Узбецької РСР.
У 1970—1979 роках — директор Інституту біохімії АН Узбецької РСР. Одночасно, завідувач кафедри біології і генетики Ташкентського державного медичного інституту.
У 1979—1984 роках — вчений-секретар відділення біологічних наук Академії наук Узбецької РСР.
У 1984—1987 роках — завідувач лабораторії цитохімії та електронної мікроскопії Інституту біохімії АН Узбецької РСР.
У 1987—1989 роках — академік-секретар відділення біологічних наук Академії наук Узбецької РСР.
19 серпня 1989 — 12 березня 1991 року — секретар ЦК КП Узбекистану.
З березня 1991 року — на науковій роботі. У 1991—1997 роках — академік-секретар відділення біологічних наук Академії наук Узбекистану. З 1998 року — головний науковий співробітник лабораторії клітинної біології Інституту біохімії АН Узбекистану.
Наукові праці присвячені променевій хворобі органів ендокринної системи. Під керівництвом Хамідова розроблено механізм генетичного контролю активності тиреоїдних гормонів; встановлено, що мала доза радіоактивних променів підвищує функцію щитовидної залози в організмі, що розвивається.

## Нагороди та відзнаки
- Заслужений діяч науки Узбецької РСР (1980)
- Лауреат Державної премії Узбекистану імені Беруні в галузі науки і техніки (1992)
- медалі